# Polidokanol
Polidokanol – organiczny związek chemiczny z grupy polieterów, zawiera 9 jednostek glikolowych. Dzięki temu, że jest nietoksyczny, stosowany jako emulgator w przemyśle farmaceutycznym i kosmetycznym oraz w medycynie do sklerotyzacji żylaków.